# Nervus stapedius
A nervus stapedius a nervus facialis egyik ága. Ez egy nagyon apró ideg. Az eminentia pyramidalis-tól indul és egy apró járaton keresztül éri el a musculus stapedius-t. Ezt a kicsi izmot idegzi be.